# 1864 a tudományban
Az 1864. év a tudományban és a technikában.

## Kémia
- Megjelenik Lothar Meyer német vegyész  Die modernen Theorien der Chemie (A kémia modern elmélete) című könyve[1]

## Fizika
- december 8. – James Clerk Maxwell bemutatja a Királyi Természettudományos Társaságnak A Dynamical Theory of the Electromagnetic Field (Az elektromágneses tér egy dinamikus elmélete) című cikkét. „Ebben mindazt összefoglalta, amit a klasszikus elektromosságról és mágnességről négy egyenletben el lehet mondani. Ezt a négy egyenletet ma Maxwell-egyenletekként ismerjük. (…) Ahol korábban elektromosságról és mágnességről beszéltek, most csak egyetlen fogalomra volt szükség, az elektromágnességre.”[2][3]

## Születések
- március 14. – Kürschák József matematikus, a Magyar Tudományos Akadémia tagja; a magyarországi matematika, azon belül az algebra kiemelkedő jelentőségű alakja († 1933)
- június 14. – Alois Alzheimer német pszichiáter és neuropatológus, aki elsőként írta le a később róla elnevezett Alzheimer-kórt († 1915)
- június 22. – Hermann Minkowski litván születésű német matematikus († 1909)
- június 25. – Walther Hermann Nernst kémiai Nobel-díjas német fizikokémikus († 1941)
- szeptember 10. – Karl Correns német botanikus, genetikus († 1933)
- október 5. – Louis Lumière francia mérnök, aki testvérével együtt feltalálóként és filmkészítőként korszakalkotó szerepet játszott a film történetben († 1948)

## Halálozások
- november 23. – Friedrich Georg Wilhelm von Struve német csillagász, földmérő (* 1793)
- december 8. – George Boole angol matematikus és filozófus, nevét viseli a Boole-algebra (* 1815)
- december 29. – Salomon Müller német zoológus, ornitológus (* 1804)